# Maître d'Antoine de Bourgogne
Le Maître d'Antoine de Bourgogne est un maître anonyme enlumineur actif en Flandre et plus particulièrement à la cour des ducs de Bourgogne des années 1460 aux années 1480. Il doit son nom à trois manuscrits qu'il a réalisé pour Antoine, bâtard de Bourgogne.

## Éléments biographiques et stylistiques

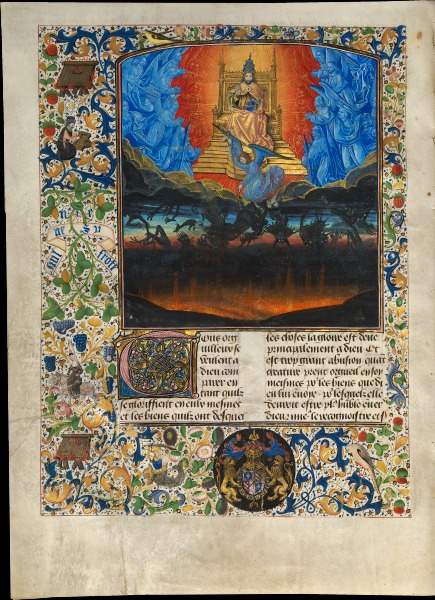
La Chute des anges rebelles. Miniature extraite du manuscrit du Livre des bonnes mœurs ayant servi à la définition du style du maître.

L'historien de l'art allemand Friedrich Winkler lui a donné son nom de convention et a défini son style à partir de trois manuscrits ayant appartenu à Antoine de Bourgogne : le Livre des bonnes mœurs, les Dits et faits mémorables et le Compendium historiae universalis. Le Maître anonyme intervient dans le sillage de l'enlumineur Loyset Liédet qui se trouve au centre d'un réseau de peintres au service de Philippe le Bon, dans lequel se trouve le Maître du Hiéron, le Maître aux mains volubiles ou le Maître de la Chronique d'Angleterre. 
Le style de l'enlumineur repose de manière générale sur de grandes miniatures comportant des compositions savantes et originales. Sa palette de couleurs contient de nombreux verts, mais aussi le rose pâle et le vermillon rehaussés d'or, ainsi que le bleu profond strié d'argent. Son chef-d'œuvre est sans doute son livre d'heures noir actuellement conservé à Vienne.
On a parfois tenté d'identifier le maître anonyme avec Philippe de Mazerolles mais finalement cette hypothèse n'a pas rencontré l'unanimité chez les historiens de l'art. Plusieurs collaborateurs ont été distingués dont le Maître du Livre de prières de Dresde.

## Manuscrits attribués
- Recueil des histoires de Troie de Raoul Lefèvre, vers 1464-1467, Bibliothèque royale de Belgique, Ms.9263
- Les Douze dames de rhétorique, trois exemplaires enluminés du texte entre 1464 et 1468 : pour Jean de Montferrant (Cambridge University Library, Ms.Nn3.2), Louis de Gruuthuse (BNF, Fr.1174) et Adolphe de Clèves (Bayerische Staatsbibliothek, Ms.Gall 15)
- manuscrit contenant le Livre des bonnes mœurs de Jacques Legrand et les Dits moraux des philosophes de Guillaume de Tignonville pour Antoine de Bourgogne, vers 1465-1475, BNF, Ms.Smith-Lesouëf 73
- Manuscrit du Livre des propriétés des choses de Barthélemy l'Anglais pour Louis de Gruuthuse, vers 1465-1475, BNF, Fr.134
- deux tomes d'un manuscrit des chroniques de Froissart, en collaboration avec le Maître du Livre de prières de Dresde, vers 1470-1475, BNF, Fr.2645-2646
- Livre d'heures noir de Galeazzo Maria Sforza, Bibliothèque nationale autrichienne, Ms.1856
- Dits et faits mémorables de Valère Maxime pour Antoine de Bourgogne, Bibliothèque d'État de Berlin, Ms. Dépôt Breslau 2
- Compendium historiae universalis de Guy de Roye pour Antoine de Bourgogne, Bibliothèque royale (Pays-Bas), ms. 10 A 21
- livre d'oraison d'Isabeau de Roubaix, petites initiales historiées en collaboration avec le Maître de la Chronique d'Angleterre, Bibliothèque municipale de Roubaix, ms.7
- Heures de Pembroke, vers 1465-1470, Philadelphia Museum of Art[6]